# Tillandsia cacticola
Tillandsia cacticola är en gräsväxtart som beskrevs av Lyman Bradford Smith. Tillandsia cacticola ingår i släktet Tillandsia och familjen Bromeliaceae. Inga underarter finns listade i Catalogue of Life.